# Джон, Теран
Теран Джон (англ. Teran John; род. 14 июля 1990, Деруссо, Мику (приход)) — сент-люсийский футболист, центральный полузащитник «Ти Роше».

## Биография
Теран Джон родился 14 июля 1990 года в сент-люсийской деревне Деруссо.
Играет в футбол на позиции центрального полузащитника. В 2011—2013 годах выступал в чемпионате Тринидада и Тобаго за «Т энд Т ЭК», в составе которого в сезоне-2011/12 завоевал серебряную медаль.
В 2013—2017 годах выступал в чемпионате Американских Виргинских Островов за «Эленитес».
В 2017 году перебрался в сент-люсийский «Ти Роше». В сезоне-2018 завоевал бронзовую медаль.
В ноябре 2011 года провёл 2 матча за сборную Сент-Люсии. 11 ноября дебютировал в Баямоне в матче отборочного турнира чемпионата мира против сборной Пуэрто-Рико (0:4), выйдя на замену на 87-й минуте. 14 ноября участвовал во втором матче с Пуэрто-Рико (0:3), вышел в стартовом составе и был заменён на 88-й минуте.

## Достижения
«Т энд Т ЭК»
- Серебряный призёр чемпионата Тринидада и Тобаго (1): 2011/12.

«Ти Роше»
- Бронзовый призёр чемпионата Сент-Люсии (1): 2018.